# Ivan Čabala
Ivan Čabala (ur. 13 lutego 1960 w Humenném) – słowacki piłkarz występujący na pozycji obrońcy. Reprezentant Czechosłowacji.

## Kariera klubowa
Čabala karierę rozpoczynał w 1980 roku w Lokomotívie Koszyce, grającej w pierwszej lidze czechosłowackiej. W 1982 roku przeszedł do Dukli Praga, z którą w sezonie 1982/1983 zdobył Puchar Czechosłowacji. Po tym sukcesie odszedł z klubu i grał kolejno w drużynach Rudá Hvězda Cheb oraz Lokomotíva Koszyce.
W 1986 roku Čabala został graczem Sparty Praga. Cztery razy z rzędu zdobył z nią mistrzostwo Czechosłowacji (1987, 1988, 1989, 1990), a także dwa razy wygrał rozgrywki Pucharu Czechosłowacji (1988, 1989). W 1990 roku przeszedł do szwedzkiego Västerås SK, jednak na początku 1991 roku wrócił do Sparty. W sezonie 1990/1991 wywalczył z nią kolejne mistrzostwo Czechosłowacji.
W połowie 1991 roku Čabala przeniósł się do austriackiego Kremser SC. W Bundeslidze zadebiutował 24 lipca 1991 w zremisowanym 2:2 meczu z First Vienną. W sezonie 1991/1992 spadł z zespołem do Erste Ligi. Tam barwy Kremsera reprezentował przez jeden sezon. Następnie występował w Viktorii Žižkov, z którą w sezonie 1993/1994 zdobył Puchar Czech.
W kolejnych latach Čabala grał jeszcze w drużynach FC Příbram, FC Střížkov Praha 9 oraz rezerwach Sparty Praga, gdzie w 1998 roku zakończył karierę.

## Kariera reprezentacyjna
W reprezentacji Czechosłowacji Čabala zadebiutował 23 kwietnia 1986 w wygranym 2:0 towarzyskim meczu z NRD. W latach 1986–1989 w drużynie narodowej rozegrał 4 spotkania.